# Ekaingrot
De Ekaingrot is een grot en een archeologische vindplaats van rotskunst in de Spaanse gemeente Deba (Baskenland). De rotstekeningen in de grot behoren tot het vroeg- en midden-Magdalénien. Er is een replica van de rotstekeningen gemaakt voor bezoekers in het museum Ekainberri in de gemeente Zestoa.
De grot werd ontdekt door Andoni Albizuri en Rafael Rezabal in 1969. Er vond archeologisch onderzoek plaats door Jesus Altuna en José-Maria Apellániz. Er werden aan de ingang van de grot verschillende bewoningslagen gevonden uit het vroeg- en midden-Magdalénien.
De grot is 120 meter diep en alle rotstekeningen werden diep in de grot, waar er volledige duisternis heerst, aangebracht. Er zijn meer dan 50 afbeeldingen, waarvan meer dan 30 paarden, 10 bizons, en ook steenbokken, herten, beren en vissen. De meeste tekeningen zijn aangebracht met zwart pigment, al zijn er ook enkele ingekerfd in de rots. Bekendst is een groot tafereel met paarden. Alle paarden hebben dezelfde grootte en kijken naar links. De paarden zijn getekend in houtskool, hebben strepen op de schouders, een donkere rug en een lichte, onbeschilderde buik. Tien meter van deze wand werden twee beren in zwart pigment getekend op het plafond van een zijkamer, op een hoogte van 1,3 meter. Deze beren zijn getekend met mangaan(IV)oxide. Het zijn waarschijnlijk bruine beren en geen holenberen. 